# آریل نیکلسون
آریل نیکلسون (به انگلیسی: Ariel Nicholson) (زاده ۳ ژوئن ۲۰۰۱) مدل و کنشگر آمریکایی است.
او یک زن ترنس است.